# Hoot (singel)
„Hoot” – dziewiąty singel południowokoreańskiej grupy Girls’ Generation, wydany cyfrowo 25 października 2010 roku. Utwór promował minialbum o tym samym tytule. Singel sprzedał się w Korei Południowej w nakładzie ponad 2 138 179 egzemplarzy (stan na 2010 r.).
Japońska wersja utworu została wydana na japońskim albumie GIRLS’ GENERATION.

## Tło
Piosenka była oryginalnie zatytułowana „Bulletproof” i z tekstem  w języku angielskim. Została skomponowana przez duńskich producentów Martina Michaela Larssona i Larsa Halvora Jensena, z Deekay, razem z brytyjskim autorem tekstów Alexem Jamesem, którzy chcieli stworzyć „ekscytujący i szybki utwór dla piosenkarki lub girlsbandu”. Utwór demo został napisany i nagrany w Wielkiej Brytanii, zaśpiewała go Nina Woodford. Ostateczne zmontowanie i miksowanie utworu odbyło się w Danii. Ich wydawca, Pelle Lidell z Universal Music Publishing Group, z powodzeniem sprzedał piosenkę wytwórni S.M. Entertainment dla zespołu Girls’ Generation. Piosenka została następnie przetłumaczona na język koreański, jednocześnie postawione zostały niektóre z oryginalnych angielskich słów.
Choreografia do teledysku została opracowana przez Rino Nakasone Razalan.
Według sondażu Gallup Korea „Hoot” został wybrany jako najbardziej popularna piosenka w Korei Południowej w 2010 roku.

## Lista utworów
| Nr | Tytuł                             | Słowa            | Kompozycja                                             | Aranżacja                                              | Czas |
| -- | --------------------------------- | ---------------- | ------------------------------------------------------ | ------------------------------------------------------ | ---- |
| 1. | "Hoot" (kor 훗 (Hoot) Hus (Hoot)) | John Hyunkyu Lee | Alex James, Lars Halvor Jensen, Martin Michael Larsson | Alex James, Lars Halvor Jensen, Martin Michael Larsson | 3:18 |

## Notowania
| Lista                      | Najwyższa pozycja |
| -------------------------- | ----------------- |
| Gaon Weekly Digital Chart  | 1                 |
| Gaon Monthly Digital Chart | 4                 |
| Gaon Yearly Digital Chart  | 10                |
| Gaon Weekly Download Chart | 1                 |
| Gaon Yearly Download Chart | 28                |

## Twórcy
- Girls’ Generation – wokal
  - Taeyeon – wokal prowadzący, chórek
  - Jessica – główny wokal, chórek
  - Sunny – wokal, chórek
  - Tiffany – wokal prowadzący, chórek
  - Hyoyeon – wokal
  - Yuri – główny wokal
  - Sooyoung – wokal
  - Yoona – wokal
  - Seohyun – wokal prowadzący

## Nagrody i nominacje
- 2010: 2. Melon Music Awards
  - Hot Trend – Wygrana
  - Netizen's Popular Song – Nominacja